# .ar
A .ar Argentína internetes legfelső szintű tartomány kódja, melyet 1987-ben hoztak létre. Az NIC Argentina tartja karban.

## Második szintű tartománykódok
- com.ar
- edu.ar
- gov.ar
- int.ar
- mil.ar
- net.ar
- org.ar